# Kobold

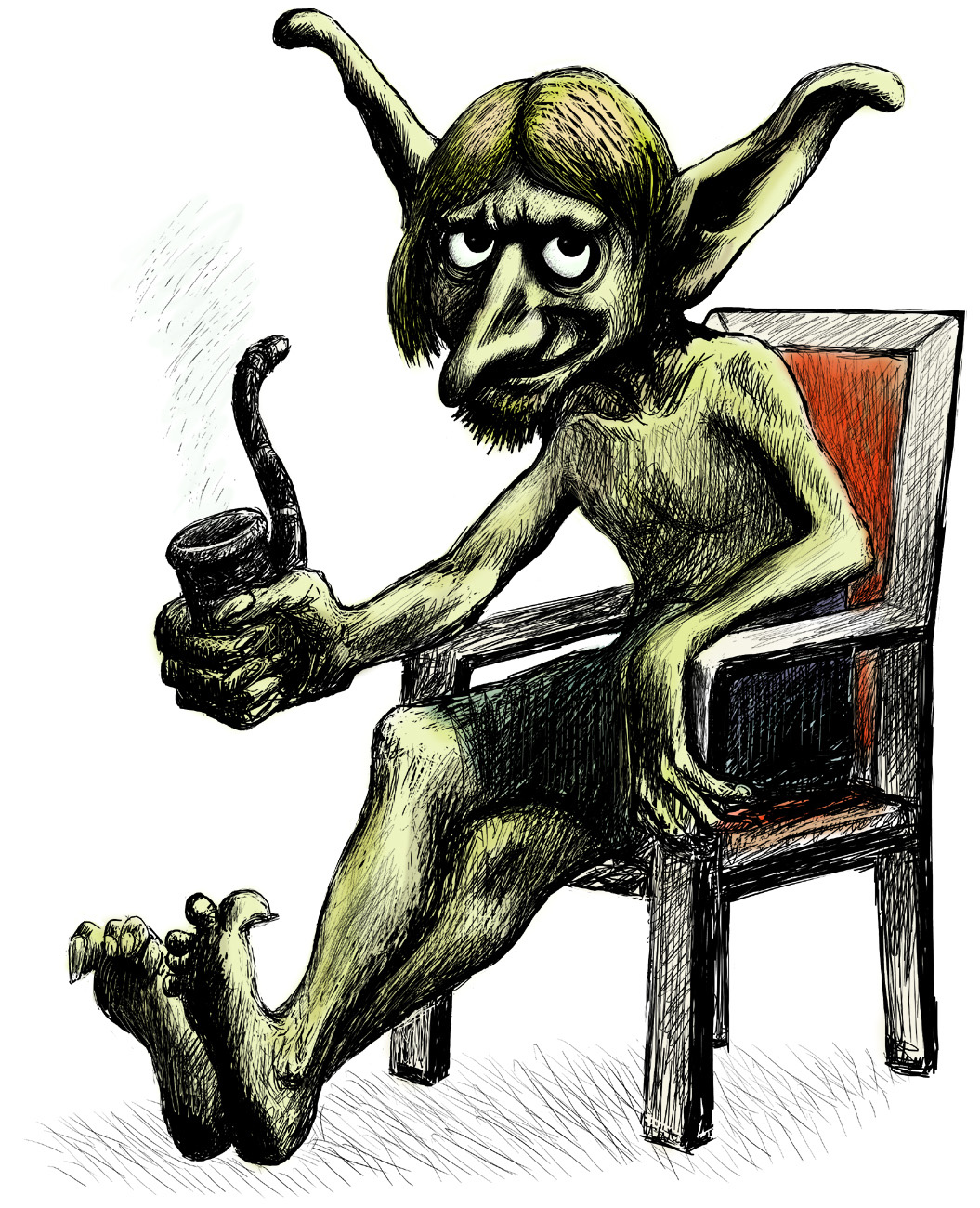
Kobold, imagen moderna

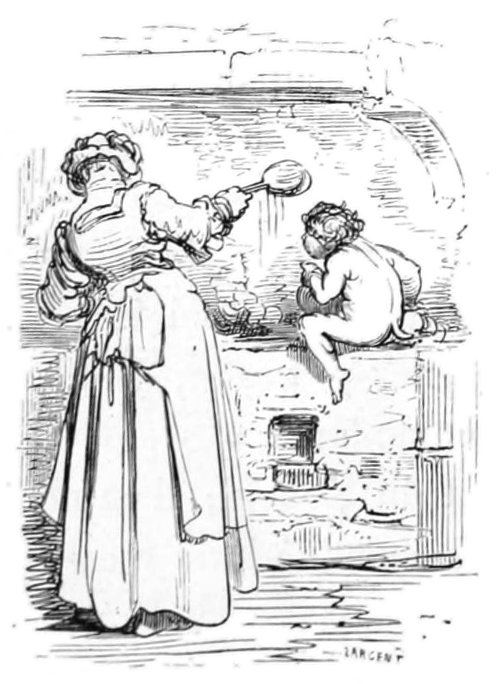
Ilustración de 1862 de un Kobold ayudando en los trabajos domésticos.

Kobold, ocasionalmente cobold es una palabra de origen alemán, empleada para “duende”. Dio origen a la palabra para designar al cobalto.
Aunque normalmente es invisible, un kobold puede materializarse en forma de animal, fuego, ser humano y vela. Las representaciones más comunes de kobolds los muestran como figuras humanas del tamaño de niños pequeños. Los kóbolds que viven en hogares humanos visten la ropa de los campesinos; los que viven en las minas son encorvados y feos; Los kobolds que viven en barcos fuman pipas y visten ropa de marinero.
La creencia en kobolds se remonta al menos al siglo XIII, cuando los campesinos alemanes tallaban efigies de kobold para sus hogares. Tales prácticas paganas pueden haber derivado de creencias en los traviesos kobalos de la antigua Grecia, los lares y penates domésticos de la antigua Roma, o creencias nativas alemanas en un espíritu de habitación similar llamado kofewalt (cuyo nombre es una posible palabra raíz del kobold moderno o un alemán variante dialectal).

## Generalidades
En la mitología germana, un kobold era un tipo de espíritu menor que habitaba en cuadras, cuevas y casas. Se dedicaba a las labores domésticas cuando sus dueños se ausentaban de la casa, es decir, iba a por agua, partía la leña, daba de comer al ganado, siendo en este aspecto bastante parecido al brownie escocés, al domovoi ruso y al Trasgo español. A cambio de su trabajo exigía un poco de leche y los restos de comida, pero si al dueño de la casa se le olvidaba alimentarlo, se vengaba de ellos haciendo toda clase de maldades y pillerías.
En la Edad Media de esa palabra derivó el término utilizado por los mineros de Sajonia para describir un mineral, el cobalto. Los mineros consideraban entonces este metal sin valor, ya que eran buscadores de plata y tenían la creencia de que un duende había embrujado la plata. En el diccionario castellano del siglo XVIII aparece ya como cobalt.
Los mineros dieron el nombre de Kobold al mineral de cobalto que extraían y que, aunque parecía plata, no podían extraer nada de él. Los mineros pensaron que el mineral estaba embrujado por un demonio o duende del subsuelo.

## Cultura popular

### Juegos de rol
- En Dungeons & Dragons, los kobolds son pequeños seres reptilianos (o con cabeza de perro, dependiendo de la versión) que no suelen ser considerados como grandes peligros para las demás razas debido a su tamaño, pero no así por su fiereza. Son débiles en combate y afirman que por sus venas corre sangre de dragón.

### Videojuegos
- En el juego de rol Baldur's Gate (1998), los kobolds son pequeños seres reptilianos que pueden ser hallados en varias áreas de la Costa de la Espada y Amn, sobre todo en las minas de Nashkel y las ruinas de Firewine. Siempre atacan en grupo utilizando espadas y arcos cortos. Su gruñido característico se parece al de un perro.

- En el Juego para PC Dwarf Fortress son seres pequeños que pueden introducirse en tu fortaleza de enanos y robar cosas sin ser vistos. Pueden ser un gran problema porque no les afectan las trampas y pueden abrir puertas cerradas. Sin embargo son muy débiles y trataran de huir cuando se les intercepta.

- En el juego Ragnarök, los kobolds son criaturas de tamaño reducido y con cuerpo de perro, orejas puntiagudas y pelo azul, esta raza usa hachas mazos, arco y flecha, en este último el kobold arquero es amarillo y con orejas caídas.

- En el juego Tales of Symphonia, los kobolds son pequeños duendecillos que habitan en la cueva donde se halla el Sello de la Tierra. Además de su reducido tamaño destacan por una "peculiar" forma de hablar.

- En el juego Final Fantasy XIV, los kobolds son seres pequeños parecidos a ratas, con colas largas, orejas grandes, y una máscara que apenas deja ver sus ojos. Son una de las razas de bestiálidos que aparece como enemigo.

- En el juego GunZ The Duel, los kobolds son lagartijas que van desde pequeñas y débiles hasta lagartos gigantes que escupen fuego color verde, aparecen en la modalidad Quest en el mapa Prison.

- En la saga de juegos Suikoden, los kobold son perros con habilidades humanas tales como caminar a dos patas o hablar.

- En Kingdoms of Amalur: Reckoning, los kobolds son humanoides con aspecto de rata armados con lanzas. Están presentes a lo largo de todo el juego.

- En la trilogía de juegos Warcraft y en World of Warcraft, los Kobolds son hombres-rata de estatura variable que habitan en minas abandonadas o tomadas a mineros, extrayendo minerales de ellas. Su vestimenta principal parece basarse en parches de lino coloridos, pobremente cosidos entre sí, así como usar de armas mazos de piedra, bastones o picos de minería. Todos llevan una vela de cera encendida en lo alto de la cabeza, y odian que se la quiten.

- En el Juego para PC Age of Wonders aparecen como pequeños seres verdes, parecidos a un demonio con garras afiladas y ojos amarillos, grandes orejas puntiagudas, cargan con un martillo envenenado con el que atacan a sus oponentes, en el juego aparecen como parte de las fuerzas de los orcos pero son considerados de muy bajo riesgo.

- En la app Summoner Wars aparece como una unidad con forma de duende artificiero aunque más que amenazador parece pillo.
- En el juego de cartas coleccionables Mitos y Leyendas, Kobold es un aliado clásico de raza sombra de la edición "Hijos de Daana", ilustrado como un ser reptil antropomórfico que porta armas de combate.

### Literatura
- En los libros de la segunda trilogía de la Fundación ("El temor de la Fundación "(1997) de Gregory Benford, "Fundación y Caos" (1998) de Greg Bear, y "El triunfo de la Fundación" (1999) de David Brin) se denomina "Kobolds" a pequeños robots no antropomórficos que desempeñan tareas pesadas, de mantenimiento, peligrosas, etc.

- En la novela de fantasía y humor Jarkeq de Vharga y el Wyvern de la Verdad aparecen los duendes cobold, una raza de diminutos seres del bosque de Merwkmazön. De tres centímetros y una esperanza de vida de menos de un minuto debido a su vertiginosa velocidad natural con la que se mueven, son prácticamente invisibles al ojo humano.
- En la novela American gods de Neil Gaiman aparece un personaje que es, en secreto, una de estas criaturas.